# Ząbczysko
Ząbczysko – grupa skał na porośniętym lasem wzniesieniu Zbączysko po wschodniej stronie zabudowanego obszaru Ryczowa w województwie śląskim, w powiecie zawierciańskim, w gminie Ogrodzieniec. Należą do tzw. Ryczowskiego Mikroregionu Skałkowego na Wyżynie Częstochowskiej wchodzącej w skład Wyżyny Krakowsko-Częstochowskiej.
Jest to grupa wielu skał znajdujących się w lesie na zboczu opadającym do dna suchego wąwozu. Uprawiana jest na nich wspinaczka skalna. Zbudowane są z twardych wapieni skalistych i mają wysokość do 18 m, ściany połogie, pionowe lub przewieszone z filarami.

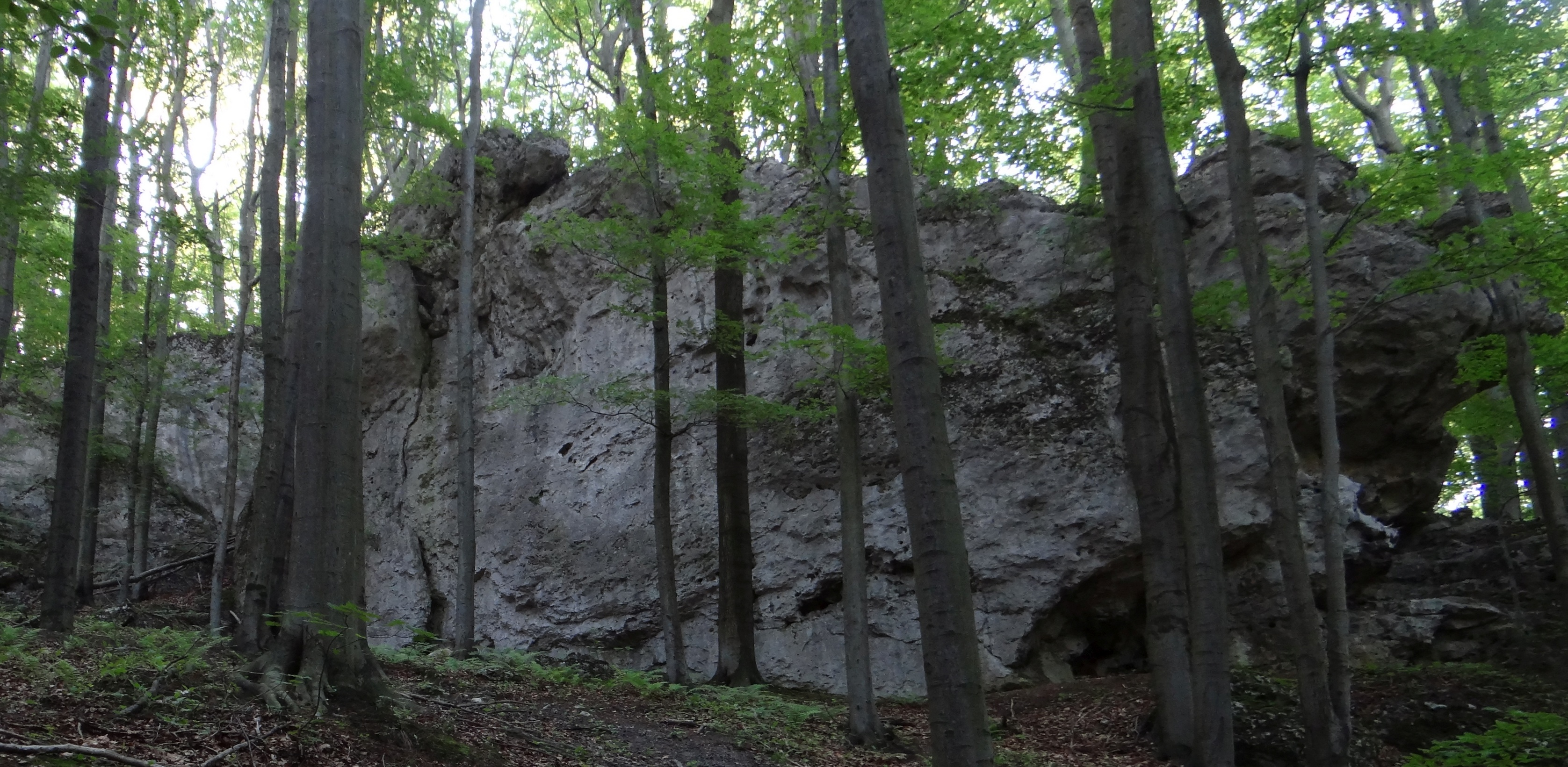
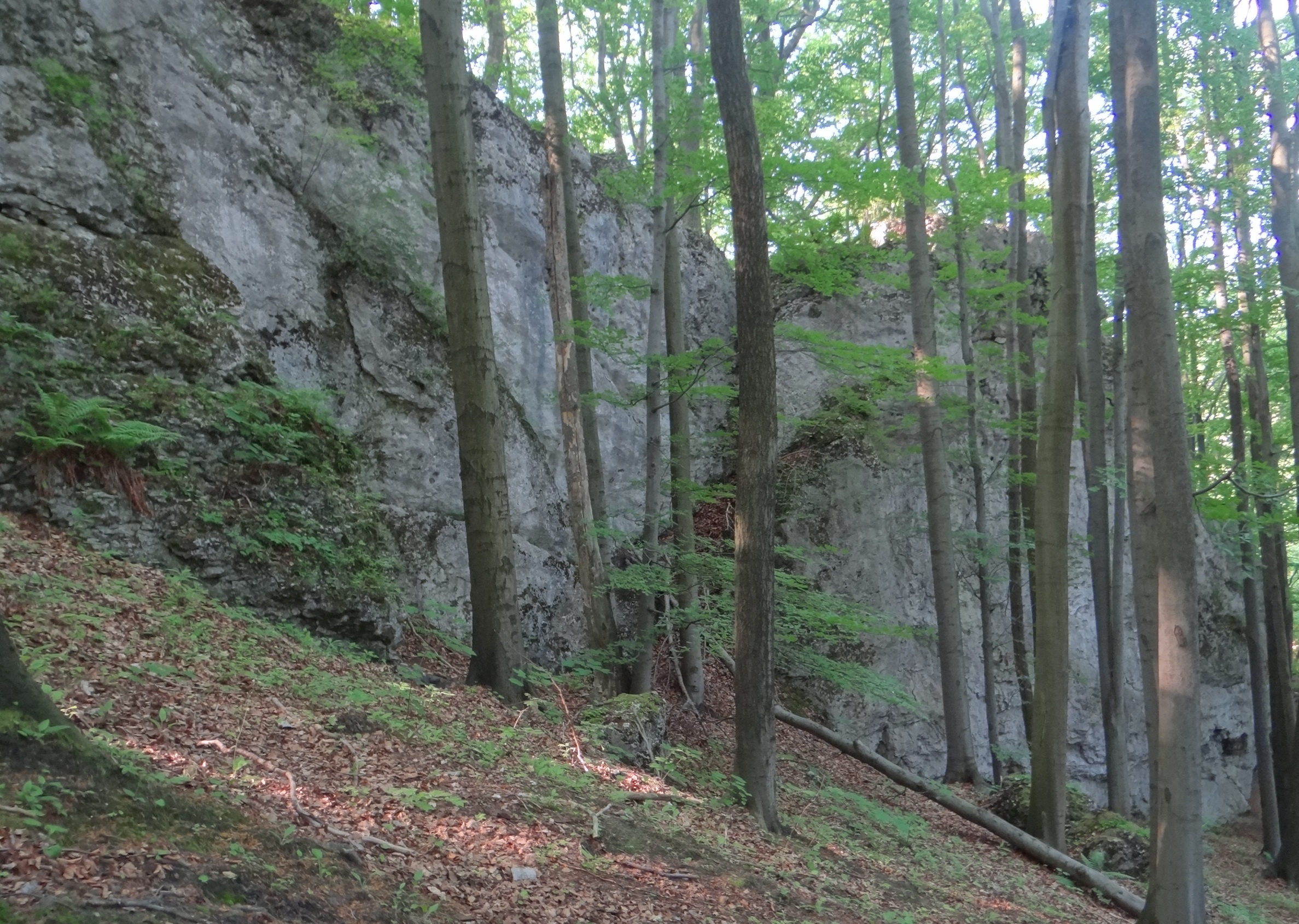
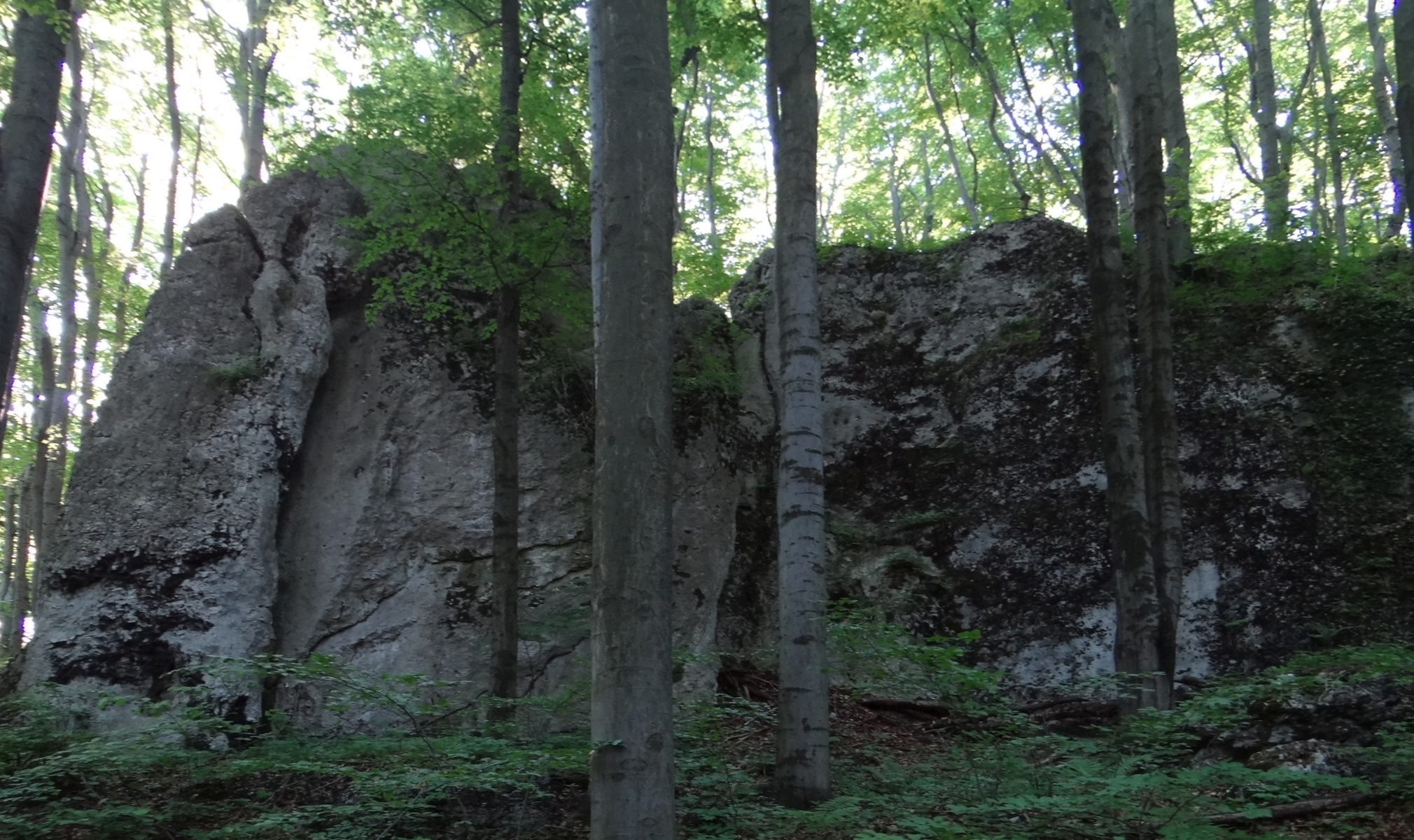
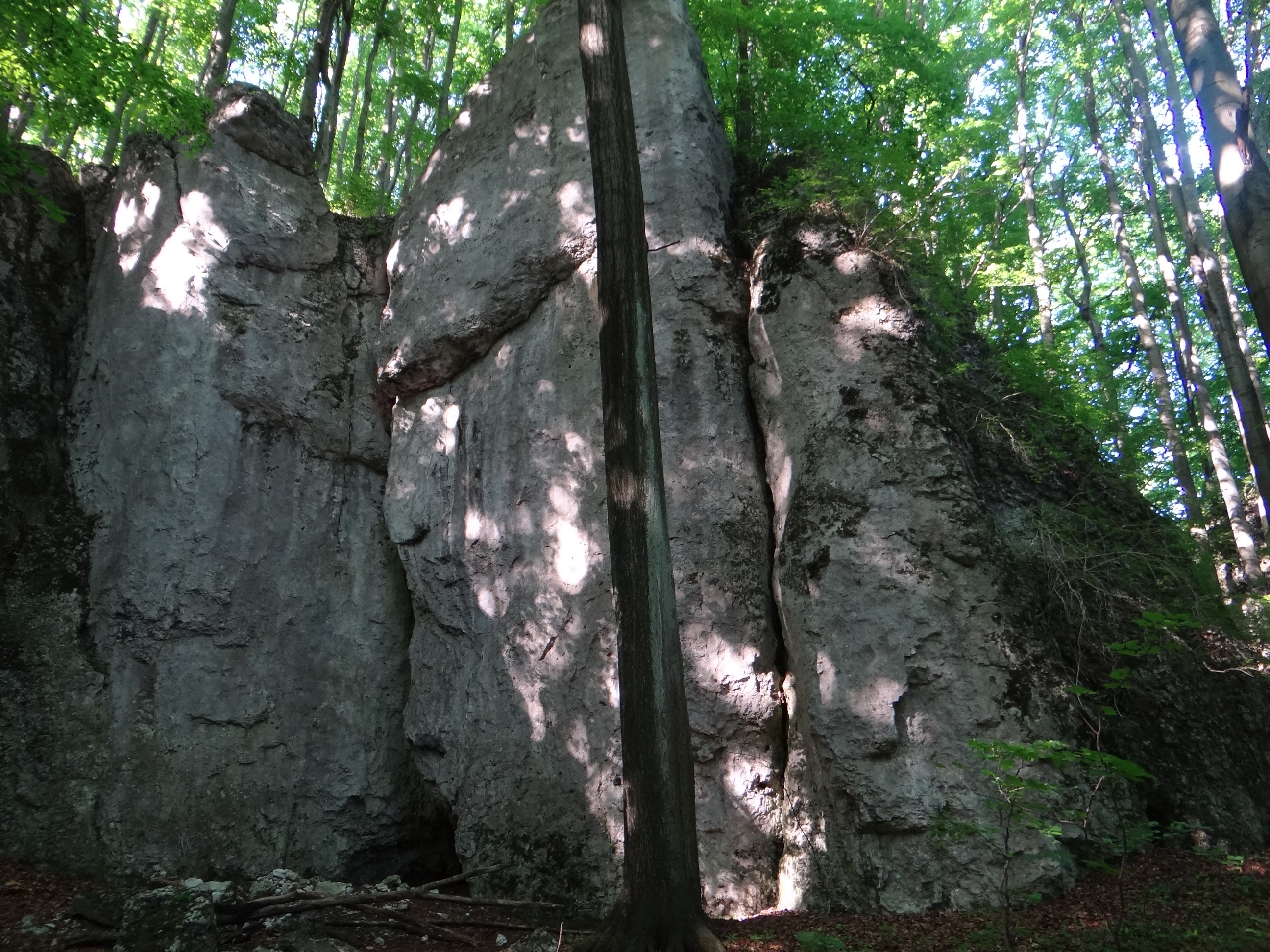
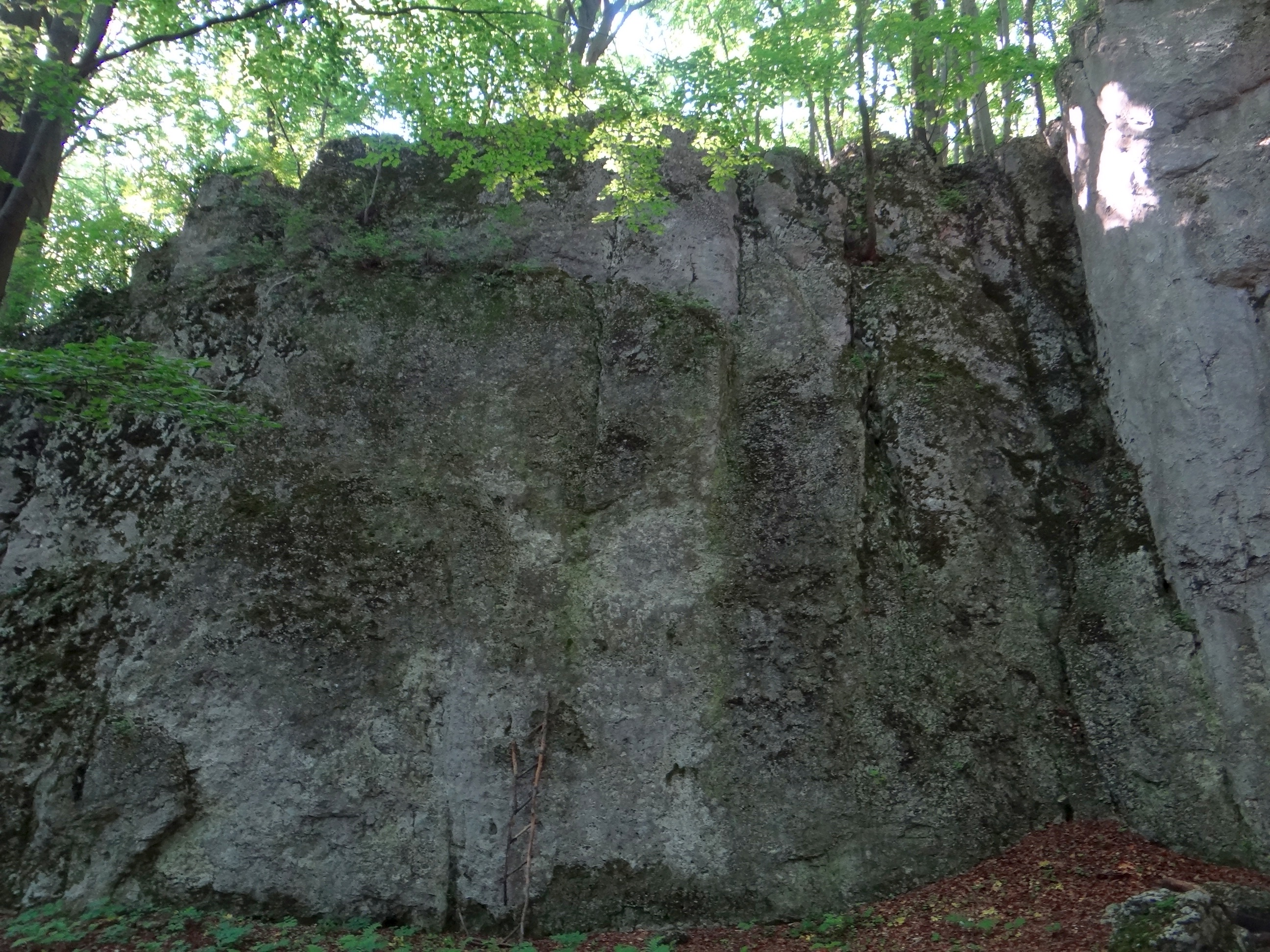
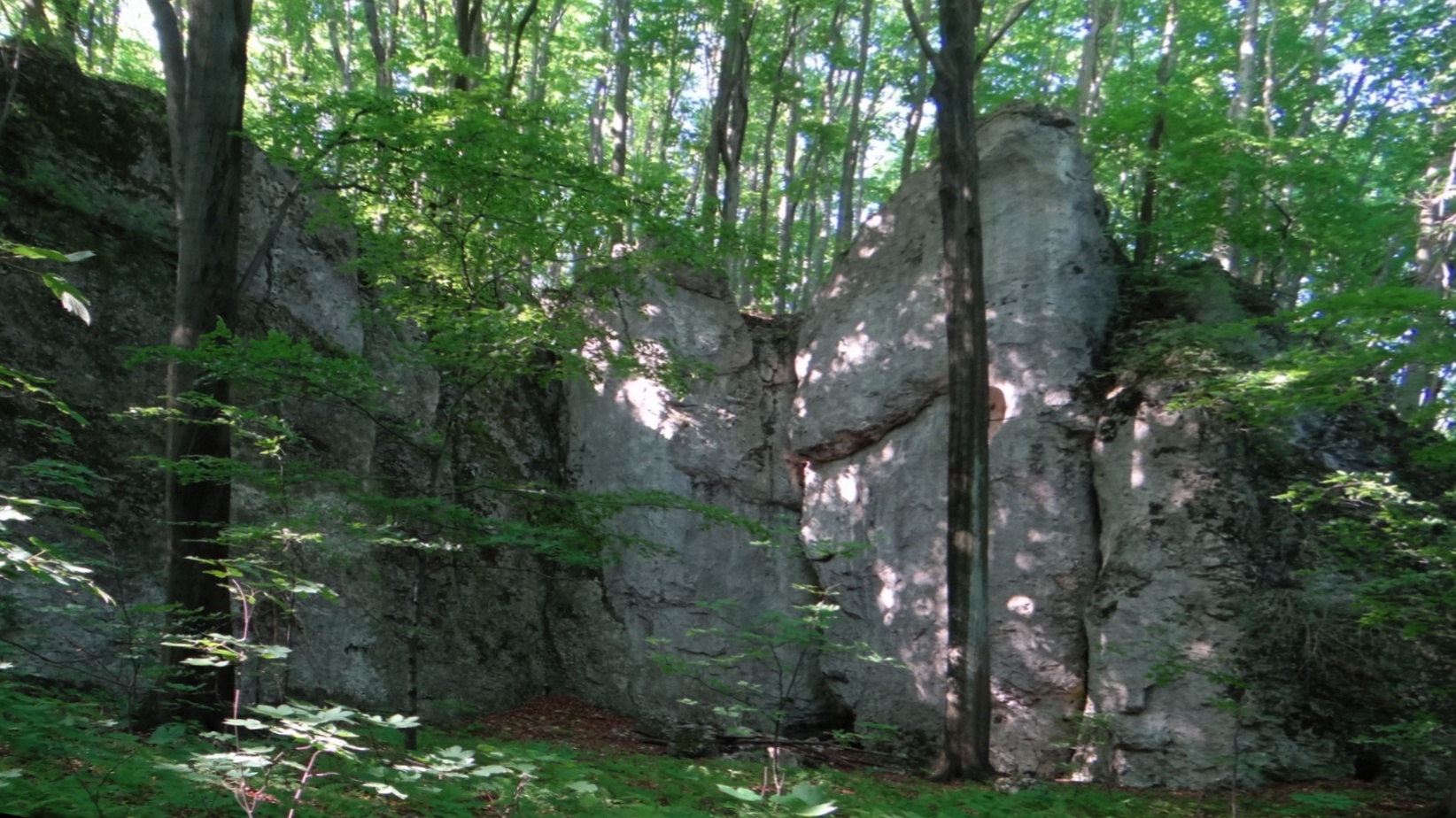
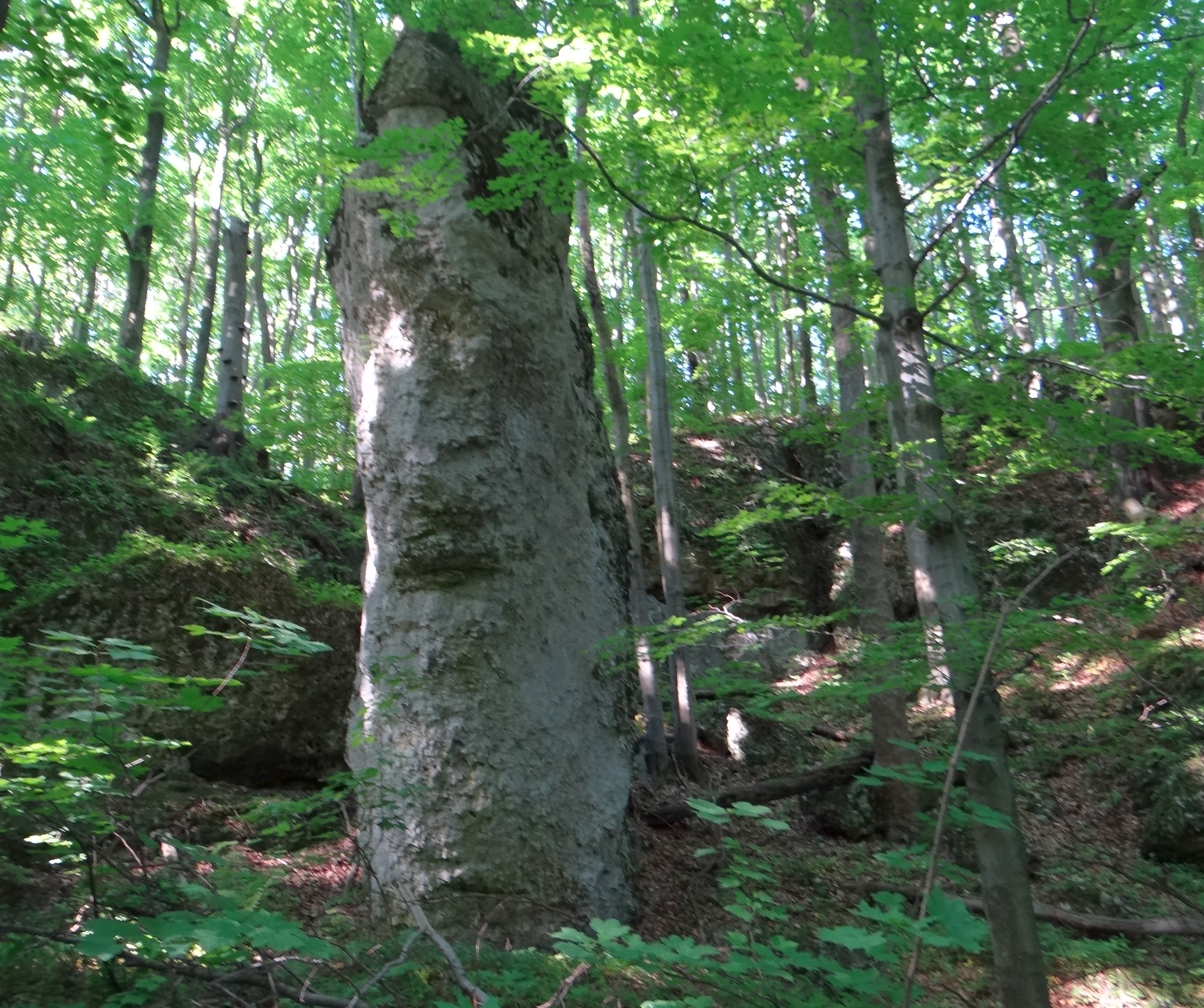
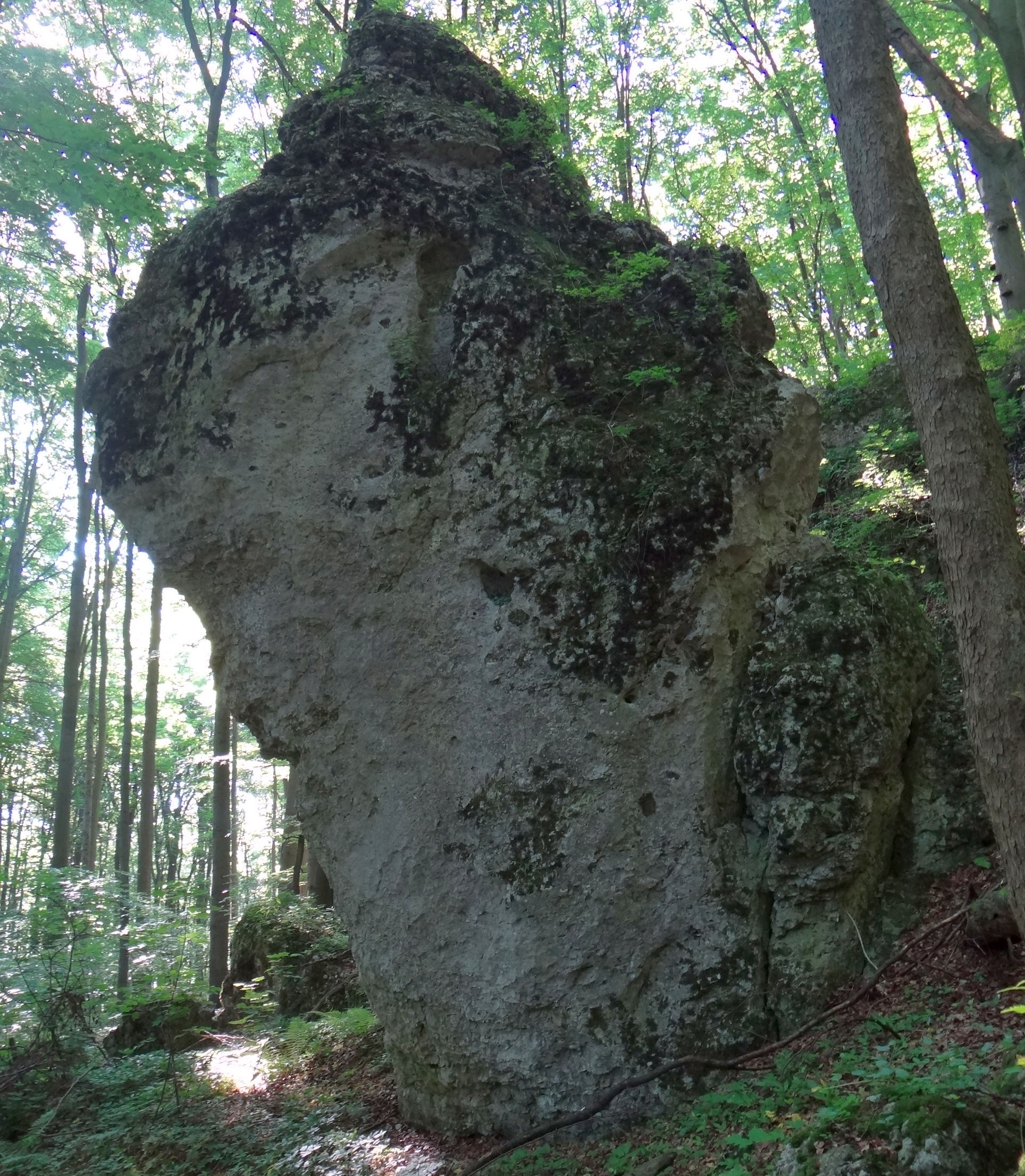

## Drogi wspinaczkowe
Na niektórych ze skał Ząbczyska poprowadzono drogi wspinaczkowe i zamontowano punkty asekuracyjne. W czerwcu 2021 roku było 7 dróg wspinaczkowych o trudności od VI do VI.4+ w skali polskiej. Zamontowano stałe punkty asekuracyjne: ringi (r), spity (s) i stanowiska zjazdowe (st). Potencjał skał jest jednak większy i jest tutaj możliwość poprowadzenia jeszcze wielu nowych dróg.
Ząbczysko I
1. Czary; 5r + st, VI.4+, 15 m
2. Mary; 5r + st, VI.2+, 15 m
3. Hokus; 5r + st, VI.3+, 15 m
4. Pokus 5r + st, VI.3, 15 m

Ząbczysko II
1. Gordat; 3s + 1p + st, VI.2, 16 m
2. Uwierz w siebie; 3s + 1p + st, VI, 16 m

Ząbczysko III
1. No i taka sytuacja, że tak powiem; st, VI.2, 18 m[1].